# Phong trào dân chủ Gwangju
Khởi nghĩa Gwangju (tiếng Hàn: 광주 민주화 항쟁; Hanja: 光州民主化抗爭), hoặc Thảm sát Gwangju, hay còn được gọi là Khởi nghĩa Dân chủ 18 tháng 5 theo UNESCO hoặc Phong Trào Dân chủ Hóa Gwangju 18 Tháng 5 (5·18 광주 민주화 운동; 五一八光州民主化運動; Ngũ Nhất Bát Quang Châu Dân chủ hóa Vận động hoặc 5·18 (18 Tháng 5; 오일팔; 五一八; chữ La Mã: Oilpal; từ Hán Việt: Ngũ Nhất Bát - vì nhắc đến ngày phong trào khởi xướng)) là cuộc nổi dậy quần chúng ở thành phố Gwangju của Hàn Quốc từ ngày 18 đến ngày 27 tháng 5 năm 1980. Ước tính có khoảng hơn 2.000 người đã thiệt mạng trong các cuộc đụng độ. Sự việc bắt đầu khi người dân Gwangju tự trang bị vũ trang bằng cách cướp các xưởng vũ khí của cục cảnh sát địa phương sau khi sinh viên trường Đại Học Chonnam biểu tình chống chính phủ độc tài quân sự của Tổng thống Chun Doo-hwan cùng luật giới nghiêm và bị cảnh sát đàn áp tàn bạo.
Tán thành hay phản đối cuộc khởi nghĩa từ lâu đã là điểm phân biệt tư tưởng bảo thủ và cực hữu với phe chính thống, cấp tiến trong những người Hàn Quốc. Các nhóm cực hữu đã cố từ chối coi đây cuộc nổi dậy, một luận điểm là vì nó nổ ra trước khi Chun Doo-hwan chính thức nhậm chức nên chỉ cuộc biểu tình sinh viên thôi thì không thể châm ngòi được; tuy nhiên Chun Doo-hwan đã thực sự trở thành lãnh đạo của Hàn Quốc kể từ khi lên nắm quyền ngày 12 tháng 12 năm 1979, sau khi cuộc đảo chính chống chính phủ trước thành công.
Trong nhiệm kỳ của tổng thống Chun-Doo-hwan, chính quyền đã gọi sự kiện là "cuộc phản loạn do những cảm tình viên cộng sản cùng đám quá khích chủ trương". Năm 1997, nghĩa trang quốc gia cùng ngày kỷ niệm và các chính sách "bồi thường và khôi phục danh dự" cho các nạn nhân được thành lập.
Năm 2011, Viện Hồ sơ Lưu trữ Khởi nghĩa Dân chủ 18 Tháng 5 chống lại Quân chính 1980 đặt ở tòa thị chính Gwangju được ghi vào Di sản Ký ức Thế giới của Tổ chức Giáo Khoa Văn Liên hợp Quốc.

## Bối cảnh lịch sử
Một loạt các phong trào dân chủ dâng lên ở Hàn Quốc, bắt đầu khi Tổng thống Park Chung-hee bị ám sát ngày 26 tháng 10 năm 1979 sau 18 năm cầm quyền, để lại khoảng trống quyền lực dẫn đến bất ổn định chính trị và xã hội. Tổng thống Choi kyu-hah là hậu nhiệm không điều khiển được chính phủ nên đại tướng Chun Doo-hwan kiêm bộ trưởng Bộ Tư lệnh Cơ Vụ Quốc Quân đoạt quân quyền bằng cuộc Đảo Chính 12 Tháng 12 và cố can dự vào nội chính; tuy nhiên thì quân đội không thể tiết lộ tham vọng chính trị và không có ảnh hưởng rõ ràng với dân chính trước cuộc nội loạn quy mô lớn tháng 5 năm 1980.
Các phong trào dân chủ hóa của nước bị đàn áp trong nhiệm kỳ Park được khôi phục. Khi học kỳ mới bắt đầu tháng 3 năm 1980, giáo sư và học sinh bị trục xuất do các hoạt động thân dân chủ về trường và các hội sinh viên thành lập dẫn đến biểu tình toàn quốc đòi cải cách, bao gồm chấm dứt thiết quân luật, dân chủ hóa, nhân quyền, lương tối thiểu cùng tự do báo chí. Đỉnh điểm là cuộc biểu tình chống thiết quân luật ở Ga Seoul ngày 15 tháng 5 năm 1980, có tầm 100,000 sinh viên, công dân tham gia.
Chun Doo-hwan đáp lại thi hành vài biện pháp đàn áp, ngày 17 tháng 5 buộc Nội các phải mở rộng luật giới nghiêm ra toàn quốc trước không áp dụng cho Jeju. Đại học phải đóng cửa, hoạt động chính trị bị cấm và báo chí bị thêm hạn chế. Quân lính điều động đến các khu vực trong nước để thi hành luật. Cùng ngày Bộ Tư lệnh Cơ vụ Quốc quân đột kích cuộc họp toàn quốc của các lãnh đạo hội sinh viên từ 55 trường đại học tu hội bàn nước cờ tiếp theo sau cuộc biểu tình ngày 15 tháng 5; 26 chính khách, bao gồm Kim Dae-jung bản xứ Nam Jeolla bị bắt tố kích động biểu tình.
Các xung đột theo sau tập trung ở Nam Jeolla đặc biệt ở tỉnh đô Gwangju vì các lý do địa lý, chính trị phức tạp. Các yếu tố vừa sâu sắc vừa đương thời:
Vùng [Jeolla hay Honam] là vựa lúa của nước Hàn, nhưng bởi tài nguyên thiên nhiên dồi dào mà bị các thế lực trong, ngoài nước bóc lột trong quá khứ.

Trong lịch sử Hàn biểu tình có biểu tình đối lập, đặc biệt ở Nam Jeolla, trong Cách mạng Nông dân Đông Học, Phong trào Học sinh Gwangju, Nổi loạn Yeosu-Suncheon, kháng chiến địa khu chống Nhật (1592-1958), gần đây thì trong thời kỳ Nước Cộng hòa thứ ba và thứ tư, đoạn trích dưới đây cho biết:
Chế độ độc tài của Park Chung-hee đã thiên vị quê nhà mình Gyeongsang ở miền đông nam về mặt chính trị và kinh tế, trong khi Jeolla phải thiệt thòi, sau biến thành lò đối lập chính trị chống chế độ, càng khiến trung ương đối xử bất công. Cuối cùng tháng 5 năm 1980 thành phố Gwangju tỉnh Jeolla bùng nổ trong cuộc khởi nghĩa đại chúng chống bạo chúa Tướng Chun Doo-hwan mới, hàng trăm dân bị giết hại đẫm máu.

Sau khi luật giới nghiêm ban hành, thành phố Gwangju quân đội đàn áp đặc biệt tàn bạo và nặng nề. Mất dân chủ, độc tài lên ngôi sau khi Chun Doo-hwan cầm quyền thay Park, biểu tình toàn quốc là do vậy, mãnh liệt nhất ở Jeolla, ấy là bởi lịch sử đối lập và cấp tiến của vùng.

## Dòng thời gian

### 18-21 tháng 5

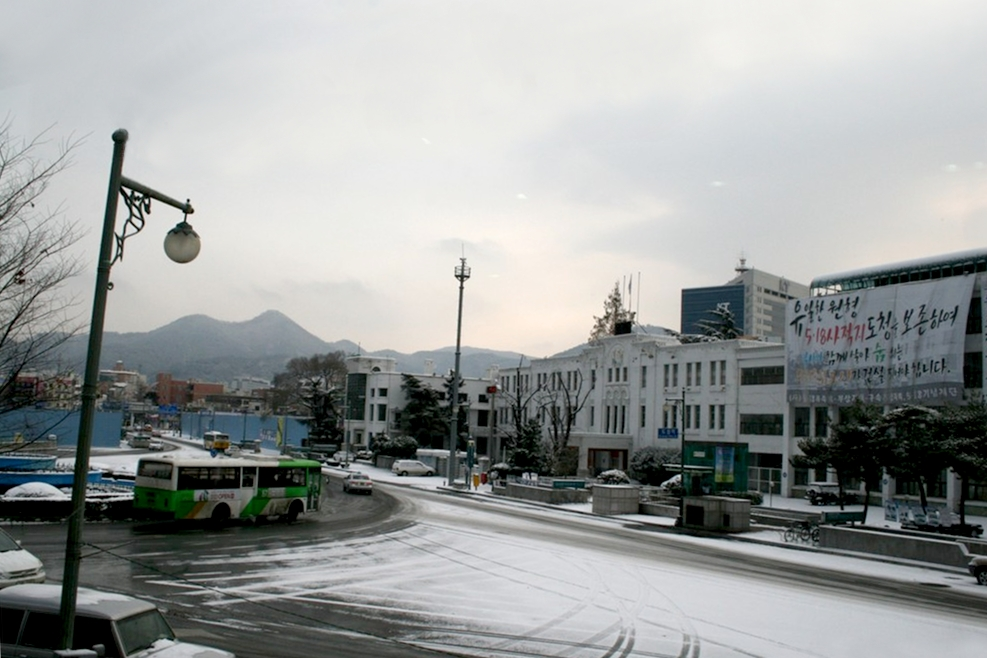
Tòa nhà văn phòng tỉnh Nam Jeolla cũ

Sáng ngày 18 tháng 5, sinh viên tụ tập ở cổng Trường Đại học Chonnam bất kể bị đóng cửa, chín giờ rưỡi tầm 200 học sinh có mặt, đối diện là 30 lính nhảy dù. Khoảng mười giờ học sinh và quân lính có xung đột: học sinh ném đá, quân lính tấn công. Sau cuộc biểu tình di chuyển xuống trung tâm thành phố Geumnamno (con đường dẫn đến Văn phòng Tỉnh Nam Jeolla). Xung đột mở rộng, chiều đã đến 2000 người tham gia. Lúc đầu cảnh sát giải quyết sự việc, bốn giờ chiều Bộ Tư lệnh Chiến tranh Đặc thù cho lính nhảy dù đến tiếp quản, 686 binh sĩ từ tiểu đoàn thứ 33 và 35 của Lữ đoàn Trên không thứ bảy. Giai đoạn đàn áp tai tiếng, bạo lực bắt đầu.

Tài liệu Phong trào 18 tháng 5

Nhân chứng nói quân lính dùng dùi cui đánh người biểu tình lẫn người quan sát. Nhân chứng, ảnh và tư liệu nội bộ còn cho thấy có dùng lưỡi lê. Kim Gyeong-cheol người đàn ông điếc 29 tuổi là nạn nhân đầu tiên, trong khi đi ngang qua hiện trường. Bởi bạo lực, công dân phẫn nộ, số người biểu tình tăng nhanh chóng, vượt 10,000 ngày 20 tháng 5.
Xung đột leo thang, quân đội nổ súng, giết không biết bao nhiêu người gần Trạm Gwangju ngày 20 tháng 5. Cùng ngày dân biểu tình đốt diệt trạm MBC địa phương đã đưa tin láo về tình hình diễn ra ở Gwangju; ví dụ, chỉ một thường dân chết. Bốn cảnh sát bị giết ở rào chắn gần Tòa nhà Chính quyền Tỉnh sau khi xe đâm thẳng vào.
Tối ngày 20 tháng 5, hàng trăm xe tắc xi dẫn đầu cuộc diễu hành lớn gồm xe buýt, xe tải và xe hơi đến Văn phòng Tỉnh gặp biểu tình, do bạo lực binh lính sớm hôm ấy mà "các tài xế dân chủ" ra góp mặt ủng hộ. Quân lính dùng hơi cay với tài xế, lôi ra khỏi xe và đánh đập, làm càng nhiều tài xế ở hiện trường giận dữ, sau khi nhiều người bị hành hung khi cố giúp người bị thương và chở đến bệnh viện. Vài người bị bắn khi cố dùng xe làm vũ khí hay cản binh lính.
Bạo lực lên đỉnh điểm ngày 21 tháng 5. Một giờ chiều, quân đội nổ súng đám đông biểu tình trước Văn phòng Tỉnh Chonnam, gây thương vong vô số. Người biểu tình bắt đầu đột kích các xưởng vũ khí, trạm cảnh sát, kho vũ khí quân dự bị tại các thị trấn gần đó lấy súng (chủ yếu là M1 Garand, M1 Carbine), đạn, lựu đạn, thuốc nổ trang bị cho bản thân. Bắt đầu từ chiều hôm ấy, cuộc biểu tình chuyển sang giao tranh ác liệt nổ ra giữa quân đội và phe dân quân có vũ trang trên đường phố trước Quảng trường Văn phòng Tỉnh. 4 giờ 43 phút, dân quân lắp 2 khẩu súng máy hạng nặng M2 trên nóc Bệnh viện Đại học Quốc gia Chonnam, bắn quân đội, buộc quân đội phải rút về vùng ngoại ô vào năm giờ rưỡi chiều. 8 giờ tối, dân quân tiếp quản Văn phòng Tỉnh.

### 22-25 tháng Năm

#### Gwangju phong tỏa, thêm tàn bạo
Thời điểm ấy, quân lính đã rút về khu ngoại ô, đợi viện binh. Quân đội chặn mọi lối ra vào, thông tin của thành phố. Tuy đánh nhau giữa dân quân, quân đội tạm lắng, có thêm người chết ngày 23 tháng 5, quân lính nổ súng xe buýt cố phá ra thành phố ở Jiwon-dong, 17 trong 18 hành khách bị giết. Hôm sau, binh sĩ nhận lầm các bé trai bơi ở bể chứa nước Wonje làm người cố vượt qua mà nổ súng, một bé chết; tiếp theo cùng ngày, quân đội phải thương vong nặng nhất khi quân sĩ bắn nhầm nhau ở Songnam-dong.

#### Các Ủy ban Đàm phán
Ở thành phố Gwangju "giải phóng" thì có các Ủy ban Đàm phán thành lập, của Công dân thì gồm 20 mục sư, luật sư và giáo sư, của Sinh viên thì gồm học sinh đại học. Ủy ban Công dân thương lượng với quân đội, yêu cầu thả công dân tù giam, bồi thường nạn nhân và cấm chỉ trả thù nếu dân quân giải giới. Ủy ban Sinh viên phụ trách đám tang, vận động công chúng, điều khiển giao thông, thu nhặt vũ khí và hỗ trợ y tế.
Trật tự trong thành phố được duy trì tốt, nhưng việc đàm phán bị bế tắc, quân đội thúc dân quân tự giải giới ngay. Các Ủy ban Đàm phán bị chia rẽ: vài ủy ban muốn lập tức đầu hàng, vài ủy ban muốn tiếp tục đối kháng cho tới khi yêu cầu được đáp ứng. Sau bàn bạc căng thẳng phái đối kháng giành kiểm soát.

#### Biểu tình ở các khu vực khác
Tin cuộc đàn áp đẫm máu lan rộng, biểu tình chống chính phủ bộc phát ở các khu vực lân cận, bao gồm Hwasun, Naju, Haenam, Mokpo, Yeongam, Gangjin và Muan. Tuy biểu tình là hòa bình ở hầu hết các vùng, súng nổ ở Haenam giữa người biểu tình vũ trang và quân lính. Đến ngày 24 tháng 5 các biểu tình lặng xuống; ở Mokpo thì tiếp tục cho đến ngày 28.

### 26 tháng 5
Ngày 26 tháng 5, quân đội sẵn sàng tái quyền kiểm soát Gwangju, các ủy viên Ủy ban Đàm phán Công dân nằm trên đường cố ngăn cản. Tin lan, dân quân tụ tập ở Văn phòng Tỉnh, chuẩn bị một mất một còn.

### 27 tháng 5
Bốn giờ sáng, lính từ năm sư đoàn tiến vào Trung tâm Văn phòng Tỉnh và đánh bại dân quân trong vòng 90 phút.

## Thương vong

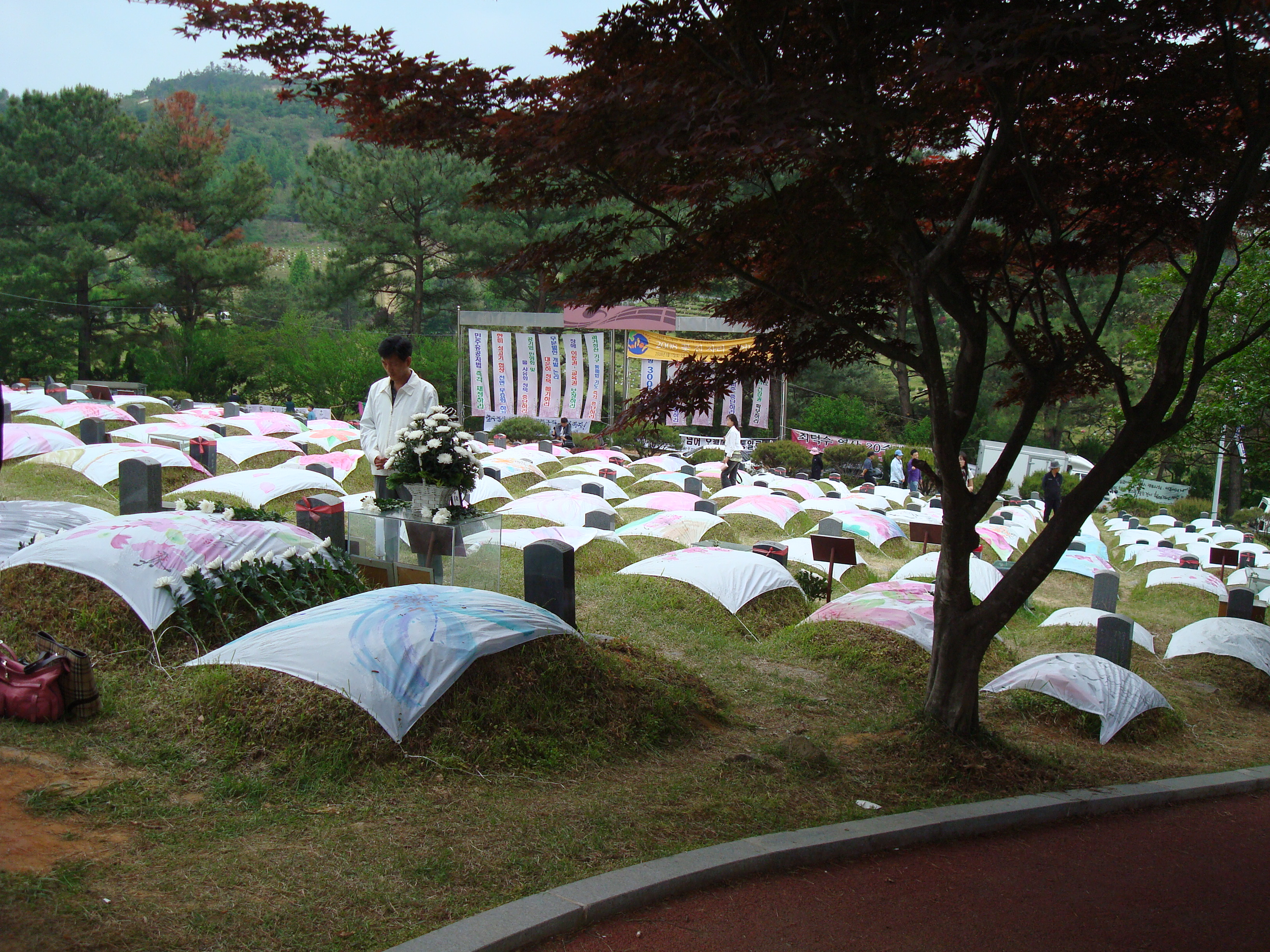
Nghĩa trang Mangwol-dong cemetery ở Gwangju nơi thi thể nạn nhân chôn cất

Không có thương vong được công nhận cho Khởi nghĩa Gwangju năm 1980. Số liệu chính thức Bộ Tư lệnh Luật Giới nghiêm đưa ra đặt số người chết là 144 người bạo động/thường dân, 22 lính và bốn cảnh sát; 127 người bạo động/thường dân, 109 lính và 144 cảnh sát bị thương. Những người phản bác có thể bị bắt giam vì "tung tin đồn giả".
Tuy nhiên, thương vong Gwangju tháng 5 năm 1980 có ghi chép 2,300 trên trung bình hàng tháng. Theo Hiệp hội Gia đình Mất mát 18 tháng 5, ít nhất 165 người chết giữa ngày 18 và 27 tháng 5, thêm 76 người vẫn đang mất tích, cho rằng đã mất, bao gồm 13 binh lính tử vong trong sự kiện bắn nhau giữa quân ở Songnam-dong. Số liệu cho thương vong cảnh sát khả năng cao là nhiều hơn, bởi có báo cáo vài cảnh sát bị quân lính bắn chết vì thả những người bạo động.
Số liệu chính thức vài người chỉ trích là quá thấp. Dựa theo báo cáo của nguồn báo nước ngoài cùng giới chỉ trích chính quyền Chun Doo-hwan thì thật ra thương vong có lẽ nằm ở mức 1,000 đến 2,000.

## Hậu quả

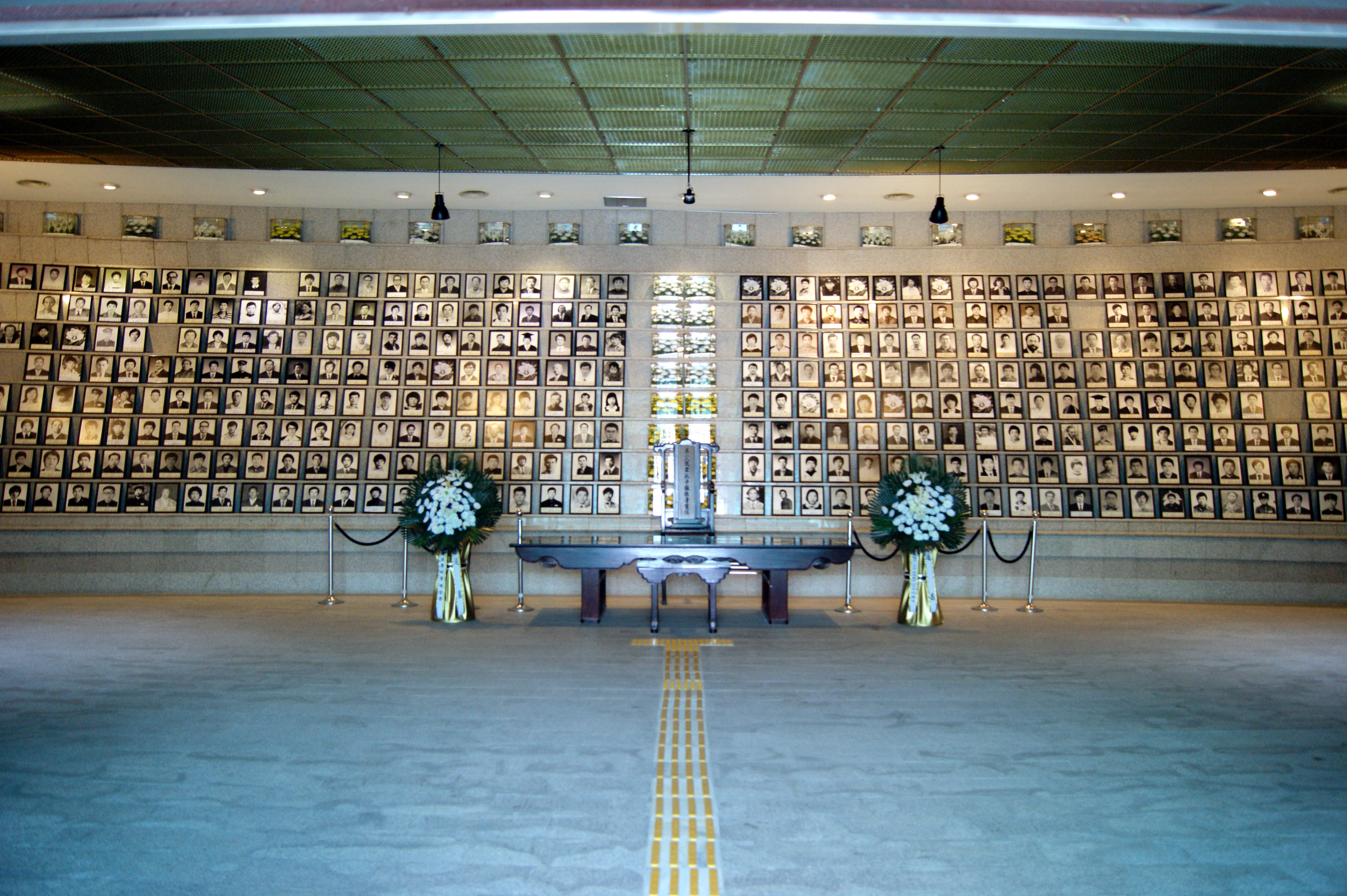
Hội trường Kỷ niệm ở Nghĩa trang Dân chủ 18 tháng 5 Quốc lập tại Gwangju nơi thi thể nạn nhân chôn cất

Chính phủ coi cuộc khởi nghĩa là nổi loạn do Kim Dae-jung cùng giới ủng hộ cầm đầu. Trong các phiên tòa sau, Kim bị kết án tử hình, nhưng được giảm xuống nhờ sự phản đối kịch liệt từ quốc tế. Nhìn chung 1,394 người bị bắt giam vì có chân trong sự kiện Gwangju, 427 bị khởi tố. Bảy nhận án tử hình, 12 chịu phạt tù chung thân.
137 nạn nhân được đưa đi bằng xe đẩy tay, xe tải rác chôn ở nghĩa trang Mangweol-dong nằm ở ngoại ô Gwangju. Nghĩa trang mới được chính phủ dựng để giáo dục, kỷ niệm lịch sử Gwangju.
Khởi nghĩa Gwangju ảnh hưởng sâu sắc tới chính trị và lịch sử Nam Hàn. Chun Doo-hwan không được lòng dân bởi làm đảo chính quân sự, nay phái Đặc nhiệm tấn công dân lại làm hao sụt thêm sự chính đáng. Phong trào mở đường cho các cuộc vận động sau trong thập niên 80 phục hồi dân chủ Hàn Quốc, trở thành biểu tượng cho Nam Hàn đấu tranh chống chuyên chế, vì dân chủ.
Bắt đầu năm 2000, Quỹ Kỷ niệm 18 tháng 5 trao Giải thưởng Nhân quyền Gwangju hàng năm cho một người bảo vệ nhân quyền nổi tiếng tưởng nhớ cuộc khởi nghĩa.
Ngày 25 tháng 5 năm 2011, tài liệu Khởi nghĩa Gwangju được liệt làm 'Ký ức Thế giới UNESCO' (tên chính thức là 'Lưu trữ 1980 Di sản Tài liệu Nhân quyền cho Khởi nghĩa Dân chủ 18 tháng 5 chống chính quyền, ở Gwangju, Đại Hàn Dân quốc'). Về sau, bởi nhu cầu khẩn thu thập, bảo quản các tài liệu một cách hệ thống, chính quyền Gwangju quyết định thành lập Cục Lưu trữ 18 tháng 5 bằng điều lệ mang tên 'Điều lệ Quản lý về Cục Lưu trữ Phong trào Dân chủ hóa Gwangju 18 tháng 5'. Kể từ đấy, chính quyền đưa ra quyết định trùng tu tòa nhà trung tâm Công giáo Gwangju thành sở bảo quản tài liệu, bắt đầu năm 2014 và hoàn thành năm 2015.

## Đánh giá lại
Tại nghĩa trang Mangwol-dong ở Gwangju nơi thi thể nạn nhân chôn cất, những người sống sót của phong trào dân chủ tổ chức lễ truy điệu hàng năm vào ngày 18 tháng 5 kể từ năm 1980 tên là Vận động tháng 5 (O-wol Undong). Nhiều cuộc biểu tình thân dân chủ thập niên 80 đòi chính thức công nhận sự thật cuộc khởi nghĩa và trừng phạt những người chịu trách nhiệm.
Việc đánh giá lại chính thức bắt đầu sau khi bầu cử tổng thống trực tiếp được khôi phục năm 1987. Năm 1988, Quốc hội mở phiên điều trần công khai về sự kiện, chính thức đổi tên thành Khởi nghĩa Gwangju.
Năm 1995, áp lực công chúng gia tăng, Quốc hội thông qua Luật Đặc biệt cho Phong trào Dân chủ hóa 18 tháng 5, cho phép truy tố những người phụ trách cuộc đảo chính 12 tháng 12 và đàn áp Khởi nghĩa Gwangju, dù luật thời hiệu đã hết hạn. Xong, năm 1996, tám chính khách bị khởi tố vì phản quốc và vụ thảm sát, năm 1997 bị xử phạt, Chun Doo-hwan nhận án tử hình, sau đổi thành tù chung thân; nguyên Tổng thống Roh Tae-Woo hậu nhiệm của Chun và đồng tham đảo chính 12 tháng 12 cũng bị xử phạt tù chung thân. Nhưng Tổng thống Kim Young-sam ân xá mọi người nhân danh hòa giải quốc gia ngày 22 tháng 12, theo lời khuyên của tổng thống đắc cử Kim Dae-jung.
Năm 1997, ngày 18 tháng 5 tuyên bố làm ngày kỷ niệm chính thức. Năm 2002, luật ban đặc quyền cho các gia đình mất mát có hiệu lực, nghĩa trang Mangwol-dong nâng lên thành nghĩa trang quốc lập.
Ngày 18 tháng 5 năm 2013, Tổng thống Park Geun-hye tham dự cuộc kỷ niệm tròn năm thứ 33 khởi nghĩa Gwangju, nói rằng "Tôi cảm nhận được nỗi đau của các thành viên gia đình và thành phố Gwangju mỗi khi viếng thăm Nghĩa trang Dân chủ 18 tháng 5 Quốc lập", và "Tôi tin rằng đạt được chế độ dân chủ tiên tiến là một cách đền đáp sự hy sinh của những người [bị giết trong cuộc thảm sát]."

### Điều tra năm 2017
Tháng 5 năm 2017, Tổng thống đắc cử Moon Jae-in nguyện mở lại điều tra vai trò chính phủ Hàn trong việc đàn áp cuộc khởi nghĩa.
Tháng 2 năm 2018, có tiết lộ lần đầu tiên quân đội đã dùng máy bay trực thăng McDonnell Douglas MD 500 Defender và Bell UH-1 Iroquois bắn thường dân. Bộ trưởng Quốc phòng Song Young-moo xin lỗi.
Ngày 7 tháng 11 năm 2018, Bộ trưởng Quốc phòng Jeong Kyeong-doo xin lỗi vì vai trò quân đội Hàn trong việc đàn áp cuộc khởi nghĩa và thừa nhận quân lính có hành vi bạo lực tình dục trong cuộc đàn áp.
Kim Yong-jang là cựu tình báo viên ở Lữ đoàn Tình báo Quân sự thứ 501 của Lục quân Mỹ phát hiện là chứng nhân đầu tiên trong 39 năm vào năm 2019, trong cuộc phỏng vấn ngày 14 tháng 3 nói "ngày 21 tháng 5 năm 1980, Chun cho nổ súng gần Tòa nhà Jeonil ở trung tâm Gwangju và tại Yanglim-dong, thượng lưu Gwangju. Máy bay trực thăng tôi dùng bấy giờ nhớ là UH-1H, súng liên thanh là M60. Tôi đã làm chứng. Vả lại, đây là sự thật hiển nhiên. Sớm sau khi nguyên tổng thống đi máy bay trực thăng về Seoul, một trận nổ súng hàng loạt diễn ra trước Chính quyền Gwangju, tin đưa đến bộ quốc phòng Hoa Kỳ." Tháng 5 năm 2019, Kim lặp lại rằng đích thân Chun Doo-hwan lệnh lính bắn người biểu tình dựa trên tình báo bấy giờ và bí mật đến Gwangju ngày 21 tháng 5 năm 1980 bằng máy bay trực thăng, gặp bốn lãnh đạo quân sự gồm Chung Ho-yong người chỉ huy đặc nhiệm đương thời và Lee Jae-woo đại tá đơn vị an ninh 505 Gwangju. Kim cũng cho biết có lính nằm vùng trong người dân Gwangju là đặc công làm mất uy tín phong trào. Các binh lính "độ tuổi từ 20 đến 30, tóc ngắn, vài người đội tóc giả" và "mặt cháy vài người mặc quần áo cũ."

### Ủy ban Sự thật năm 2020
Tháng 5 năm 2020, 40 năm sau cuộc khởi nghĩa, Ủy ban Sự thật Phong trào Dân chủ hóa 18 tháng 5 độc lập thành lập để điều tra việc đàn áp, dùng quân lực, theo luật pháp thông qua năm 2018 được hoạt động trong hai năm, kéo dài thêm một năm nếu cần thiết.
Trong cuộc phỏng vấn đánh dấu kỷ niệm tròn năm thứ 40, Tổng thống Moon công bố tán thành ghi giá trị, quan trọng lịch sử của Phong trào Dân chủ hóa 18 tháng 5 vào hiến pháp Hàn Quốc mới sau khi phái tự do thắng lớn trong cuộc bầu cử Quốc hội.

## Văn hóa thịnh hành

### Văn chương (có bản tiếng Anh)
- Human Acts (tiểu thuyết) của Han Kang[44]
- The Old Garden (tiểu thuyết) của Hwang Sok-yong
- "I'll be right there" (tiểu thuyết) của Kyung Sook-shin
- There a Petal Silently Falls: Three Stories (tiểu thuyết) của Choe Yun, Columbia University Press (31 tháng 5 năm 2008). ISBN 0-231-14296-X[45]
- "The Seed of Joy" (tiểu thuyết) của William Amos

### Bài nhạc
- "518-062" của D-Town (Suga sản xuất)
- "Ma City" của BTS
- "Exemplum in memoriam Kwangju" cho dàn nhạc lớn của Isang Yun

### Truyền hình
- 5th Republic (truyền hình nhiều tập)
- Sandglass (truyền hình nhiều tập)

### Phim
- 26 Years (phim)
- The Attorney
- Fork Lane
- May 18 (phim)
- Peppermint Candy
- A Petal (phim năm 1996) (chuyển thể từ truyện ngắn adapted "There a Petal Silently Falls" của Choe Yun)
- Symphonic Poem for the Beloved (DPRK Video Archive trên YouTube)
- Sunny (phim năm 2011)
- A Taxi Driver (phim năm 2017)[46]
- The Man Standing Next
- Youth of May (2021)
- Reply 1988(2015)

### Video âm nhạc
- "That's My Fault" (bản Drama) của SPEED
- "It's Over" (bản Drama thứ 2) của SPEED

## Trích dẫn
- Katsiaficas, George (2006). "Neoliberalism and the Gwangju Uprising". 민주주의와 인권. Quyển 6 số 2. tr. 191–229. Bản gốc lưu trữ ngày 13 tháng 5 năm 2009. Truy cập ngày 18 tháng 9 năm 2017.
- Lewis, L.S. (2002). Laying Claim to the Memory of May: A Look Back at the 1980 Kwangju Uprising. Hawaii studies on Korea. University of Hawaii Press. ISBN 978-0-8248-2479-2.